# トレント川 (オンタリオ州)

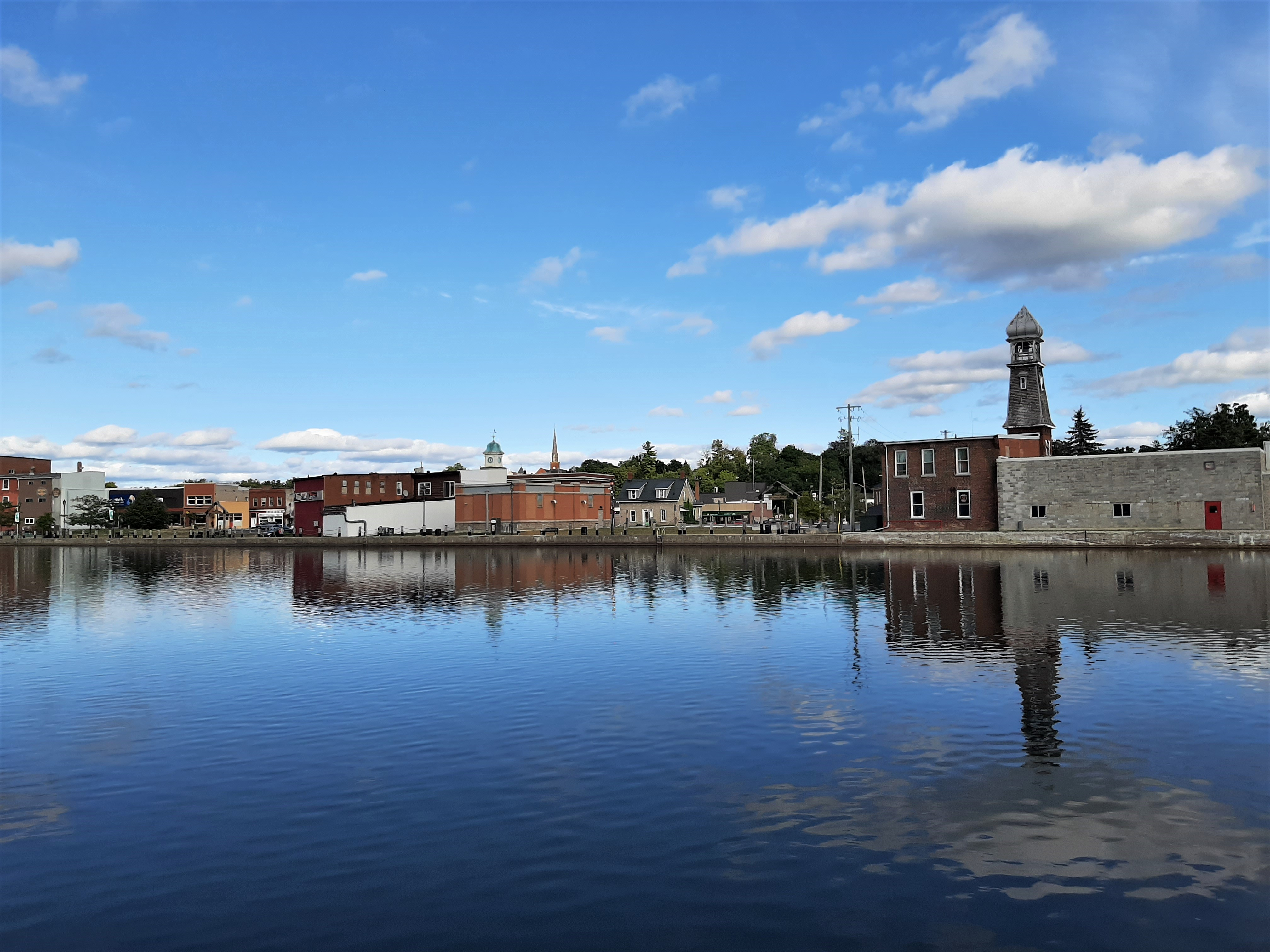
トレント川 (オンタリオ州)

トレント川 (トレントがわ、Trent River) はオンタリオ州南東部を流れる川。ライス湖から流れ出し、オンタリオ湖のクインティ湾へ注ぐ。ヒューロン湖のジョージア湾へと繋がるトレント・セバーン水路の一部をなしている。長さは90km。その流域はオンタリオ州南部中央の大半を占める。
多くの鳥類や両生類、魚類が生息する。生息する魚類にはコクチバス、オオクチバス、ノーザンパイク、フレッシュウォータードラムなどがある。
支流にはクロウ川がある。